# MacBook
El Macbook, és un ordinador portàtil que té una pantalla de 12 polzades, una carcassa d'alumini i el teclat retroil·luminat, és a dir que a la foscor les tecles s'il·luminen. Els macs són una sèrie d'ordinadors fabricats per Apple que es distingeixen per diferents característiques: primer, el sistema operatiu, després el seu disseny, que si ens fixem són diferents de tots.

## Models
- Macbook 13 polzades alumini 2.0 GHZ: Aquest macbook es caracteritza per tindre un rendiment més baix, juntament amb el blanc, el que el diferencien respecte al blanc, és que un és el model nou i l'altre el vell
- Macbook 13 polzades blanc 2.0 GHZ: És el model més vell de tots els macbooks, el seu rendiment és molt baix, i les millores arriben més tard
- Macbook 13 polzades alumini 2.4 GHZ: És el millor de tots els macbooks, el més ràpid, més capacitat(sempre amb la possibilitat d'ampliar-la, igual que tots), senzillament el recomanat